# 适马 20mm F1.4 DG HSM

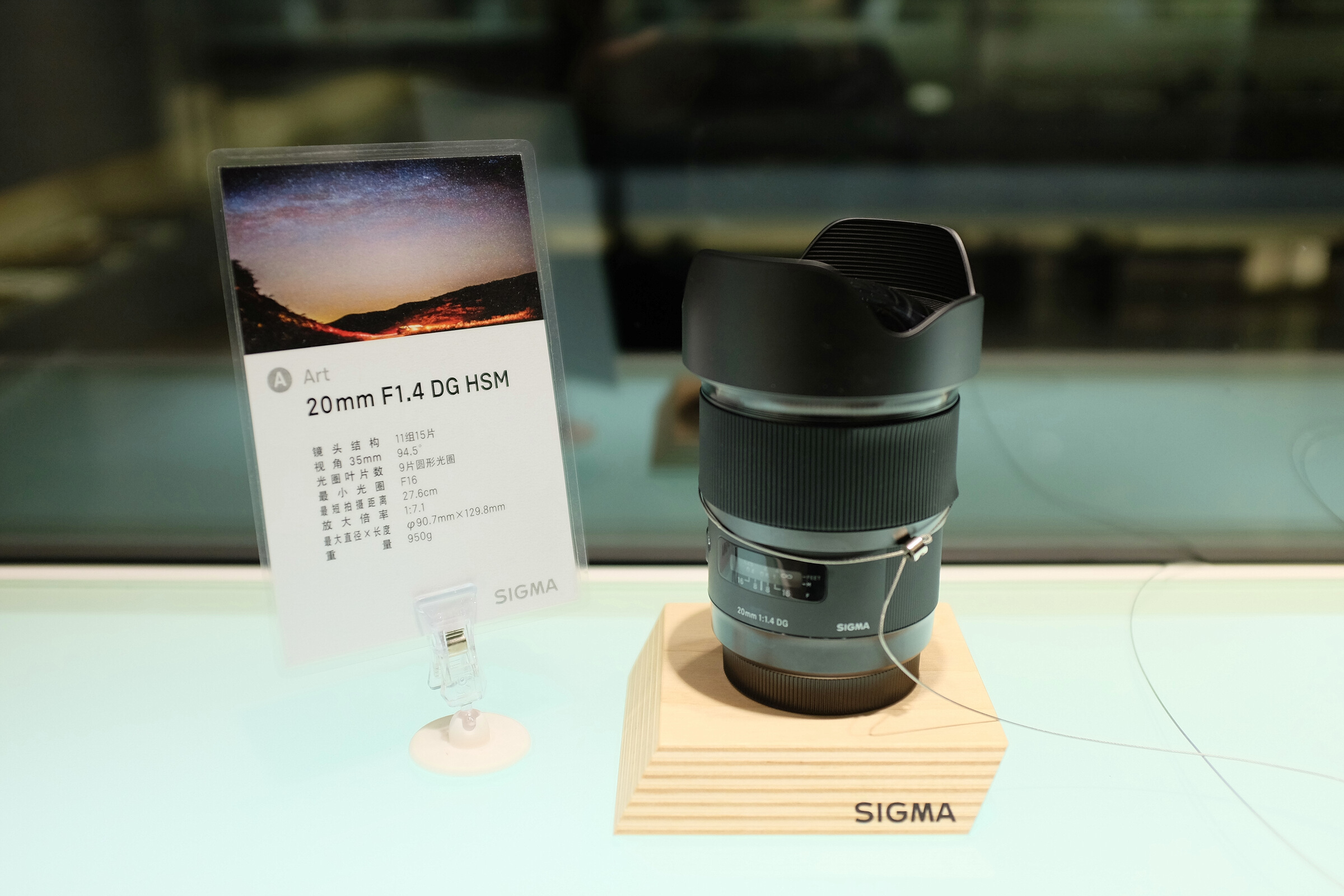
适马 ART 20mm F1.4镜头

适马 Art 20mm F1.4 DG HSM镜头，是由适马公司于2015年10月推出的超广角镜头。
这枚镜头也是目前为止，开放光圈F1.4的镜头中，视野最广的135规格镜头。

## 概述

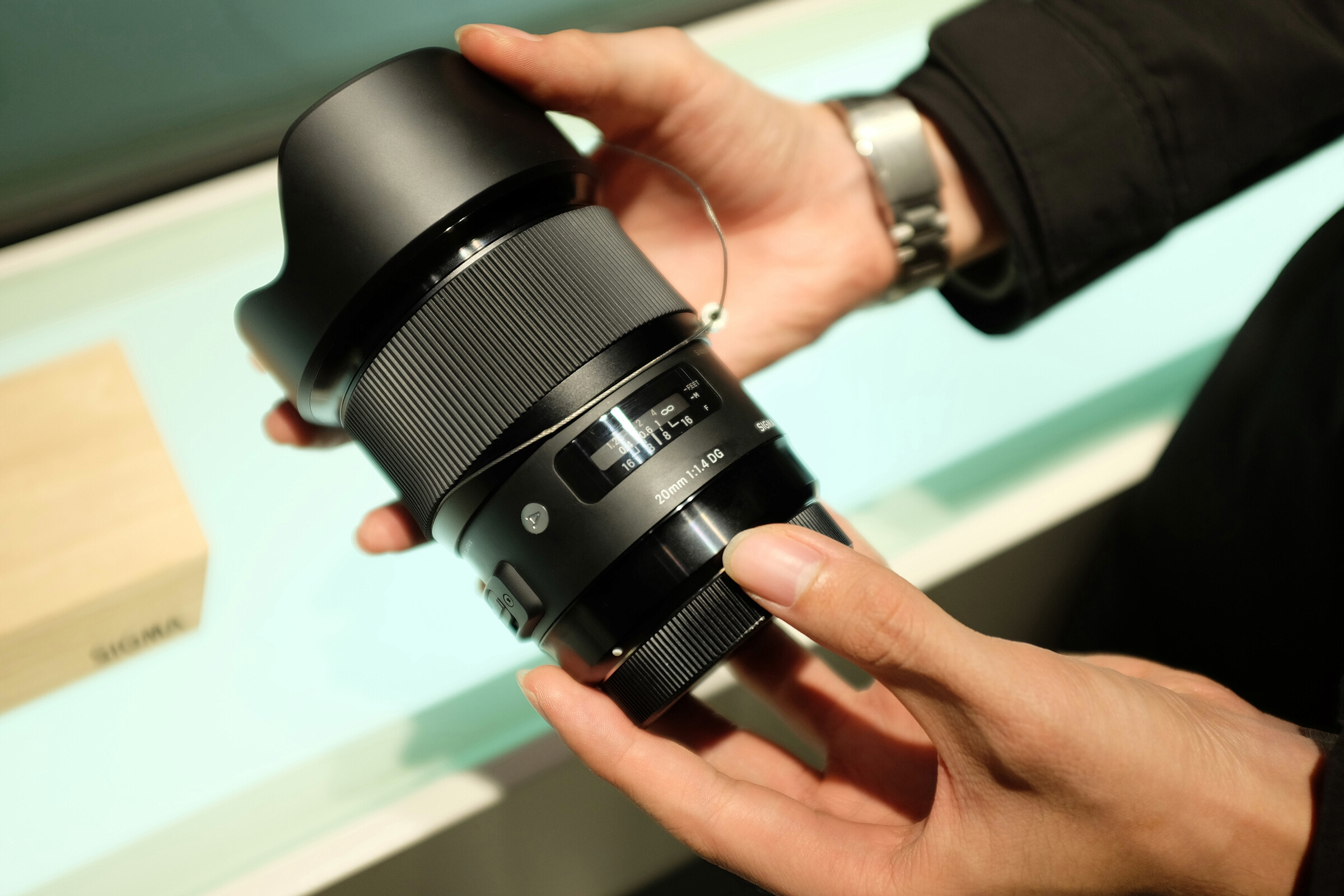
手持20mm F1.4镜头

适马公司在2012年起，对旗下的镜头产品进行重新规划，皆纳入新的SGV（Sigma Global Vision）系列，外观风格进行了统一，而光学素质也提升至较高水准。同时，新序列中以Art、Contemporary、Sports对市场进行细分；Art属于高规格大光圈的镜头设计，依次在35mm、50mm、24mm焦距上推出定焦镜头产品，获得了专业评测机构，如DC Watch Impress、DP Review等的高度评价。
超广角镜头，一般定义为在12mm～24mm（135规格）的非鱼眼镜头。而常见的20mm镜头，一般开放光圈为F2.8，适马和尼康公司之前有将20mm镜头的开放光圈推进到F1.8。适马此次则将20mm镜头的开放光圈推进到F1.4，同时提升了光圈全开的表现。
该镜头提供了三种单反相机卡口界面：适马SA卡口/尼康F卡口/佳能EF卡口 。